# Francesco Coco
Francesco Coco (Paternò, 1977. január 8. –) olasz válogatott labdarúgó, hátvéd.

## Pályafutása

### Klubcsapatokban
Pályafutásának nagy részében a Milanban szerepelt, de több alkalommal is kölcsönadták. Az 1997–98-as szezont a Vicenza csapatában töltötte, az 1999–2000-es idényben a Torino, a 2001–2002-es szezonban pedig a Barcelona vette kölcsön. 2002-ben az Internazionale csapatához igazolt, ahol szintén nem tudott állandó helyet szerezni magának a csapatban és mindössze 26 mérkőzésen lépett pályára. A 2005–2006-os bajnoki szezonban a Livorno csapatához került kölcsönbe, de miután lejárt a kölcsönszerződése visszatért az Interhez. 2006 nyarán megpróbált új csapatot találni magának, de nem sikerült. 2007 januárjában a Manchester City-nél volt próbajátékon, ahol azonban három nap után közölték vele, hogy szerepelt a klub terveiben a leigazolása. A 2006–2007-es idény maradék részében a Torinohoz került kölcsönbe. 2007. szeptember 7-én az Inter felbontotta a szerződését és nem sokkal később befejezte pályafutását.

### A válogatottban
Az 1995-ös U18-as labdarúgó-Európa-bajnokság selejtezőiben három mérkőzésen szerepelt az olasz U18-as válogatottban. 
Az U21-es válogatott tagjaként játszott az 1996-os és az 1998-as U21-es Eb selejtezőiben illetve 2000-es U21-es Eb-n, ahol az olaszok U21-es Európa-bajnoki címet szereztek. 
Az olasz válogatottban 2000. október 7-én egy Románia elleni világbajnoki selejtezőn mutatkozott be és részt vett a 2002-es világbajnokságon. A nemzeti csapatban 2000. és 2002. között összesen 17 alkalommal lépett pályára.

## Sikerei, díjai

### Klubcsapat
AC Milan
- Olasz bajnok (2): 1995–96, 1998–99

Internazionale
- Olasz kupagyőztes (1): 2004–05

### Válogatott
Olaszország U21
- U21-es Európa-bajnok (1): 2000

## Külső hivatkozások
- Francesco Coco Archiválva 2013. július 1-i dátummal a Wayback Machine-ben – a fifa.com honlapján
- Francesco Coco – a National-football-teams.com honlapján